# Club Náutico de Torre del Mar
El Club Náutico de Torre del Mar es un club náutico español con sede en Torre del Mar. Su sede social figura en el Catálogo General del Patrimonio Histórico Andaluz.
Cuenta con una escuela de Optimist y tiene regatistas de las clases Finn, Europa, Snipe, Laser Pico, Catamarán y windsurf.